# EVM
Величина́ ве́ктора по́хибки (англ. Error Vector Magnitude, EVM) — один з найбільш широко використовуваних кількісних показників якості модуляції в цифрових системах зв'язку.
У загальному випадку вектор похибки — векторна різниця між ідеальним опорним сигналом (ideal reference signal) і вимірюваним сигналом (measured signal).
Не слід плутати величину (амплітуду) вектора похибки (magnitude of the error vector) з похибкою амплітуди (magnitude error), і фазу вектора похибки (phase of the error vector) з похибкою фази (phase error).
Вектор похибки містить амплітудну і фазову компоненти. Іншими словами,  вектор похибки — залишковий шум і спотворення, яке залишається після того, як видалена ідеальна версія сигналу.